# Piana della Morava

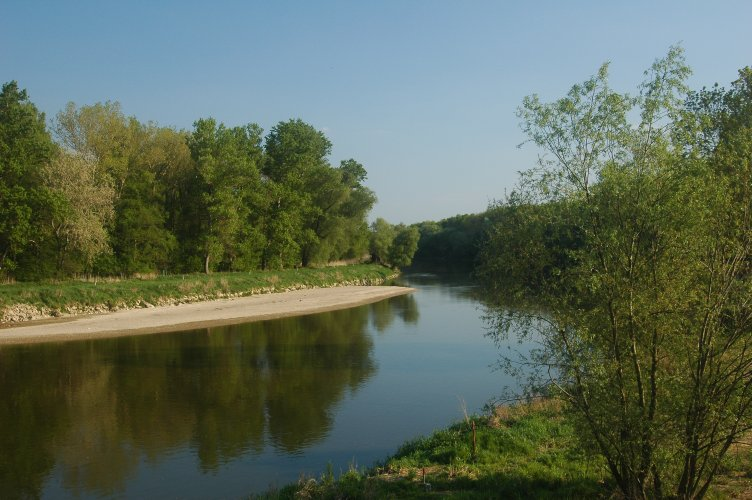
Il fiume Morava tra Austria e Slovacchia.

La Piana della Morava (in ceco Moravské pole, in tedesco Marchfeld) è una pianura dell'Europa centrale, estesa per circa 900 km² e compresa tra la Bassa Austria, la Moravia meridionale e la Slovacchia occidentale, tra Vienna e Bratislava. È attraversata dalla Morava fino al suo sbocco nel Danubio.
Occupata nell'Alto Medioevo (500 circa) dai Longobardi (che la chiamavano "Feld"), il 26 agosto 1278 fu teatro della Battaglia di Marchfeld, dove Ottocaro II di Boemia fu sconfitto e ucciso da Rodolfo I d'Asburgo.